# Arne Slot
Arend Martijn Slot, detto Arne Slot (Bergentheim, 17 settembre 1978), è un allenatore di calcio ed ex calciatore olandese, tecnico del Liverpool.
In carriera ha vinto un campionato olandese alla guida del Feyenoord e un campionato inglese alla guida del Liverpool.

## Carriera

### Calciatore
Centrocampista, iniziò la carriera calcistica nelle giovanili del VV Bergentheim, squadra della sua città natale. Trasferitosi allo Zwolle, esordì in prima squadra nel 1995, all'età di 17 anni. Sotto la gestione dell'allenatore Jan Everse faticò a causa di infortuni e scelte tecniche penalizzanti, ma riuscì ad affermarsi come bomber della squadra. Nel 2002 ottenne la promozione in Eredivisie con lo Zwolle, che fece ritorno in massima serie dopo tredici anni vincendo il campionato di Eerste Divisie. Nello stesso anno si trasferì al NAC Breda, dove all'inizio fu allenato da Henk ten Cate e ottenne il quarto posto nel 2002-2003, migliore piazzamento del NAC Breda in massima serie dal 1956. Esordì nelle competizioni UEFA per club nelle due sfide del primo turno della Coppa UEFA, in cui il NAC Breda fu eliminato dal Newcastle Utd; furono quelle le uniche due presenze di Slot da calciatore nelle coppe europee.
Nel 2007 si trasferì allo Sparta Rotterdam e nel 2009 tornò allo Zwolle, militante in Eerste Divisie, prima in prestito e poi, dal 2010, a titolo definitivo. Nel 2012 ottenne nuovamente la promozione in massima divisione vincendo il campionato cadetto con lo Zwolle, per poi ritirarsi al termine dell'annata 2012-2013.

### Allenatore
Come allenatore inizia nelle giovanili del PEC Zwolle, proseguendo poi come allenatore in seconda al Cambuur e all’AZ Alkmaar. 
Nell'estate del 2019 sostituisce John van den Brom e la squadra sotto di lui si rivela essere la sorpresa del campionato: battendo l'Ajax 1-0 raggiunge il primo posto il 15 dicembre - eguagliando i 41 punti in 17 partite di Louis van Gaal del 2008/2009, anno dell'ultimo campionato vinto. L'AZ inoltre supera il girone di Europa League con un turno di anticipo e da secondo dietro al Manchester United che verrà fermato con uno 0-0 interno (perderà l'ultima gara per 4-0 all'Old Trafford chiudendo a 4 punti dai Red Devils), per poi essere eliminato ai sedicesimi dal LASK, mentre dalla Coppa d'Olanda viene eliminato ai quarti dal NAC Breda e in campionato si ferma a pari punti con l’Ajax (56) prima della sospensione a causa dell’emergenza COVID-19. 
All’inizio della stagione successiva il 16 settembre 2020 l’AZ viene eliminato al terzo turno preliminare di Champions per mano della Dynamo Kyïv (2-0). Il 5 gennaio 2021 viene esonerato con la squadra all’ottavo posto in Eredivisie in quanto avrebbe avviato dei contatti con il Feyenoord in vista della stagione seguente.
Dieci giorni dopo, viene ufficializzato come nuovo allenatore del club di Rotterdam con un contratto biennale, in sostituzione di Dick Advocaat. Slot arriva terzo in Eredivisie e fino alla finale della nuova Conference League venendo poi sconfitto dalla Roma. Il 26 luglio 2022 prolunga il proprio contratto fino al 2025. Il 14 maggio 2023, con due turni d’anticipo, vince il campionato olandese, il suo primo trofeo da allenatore. Il 26 maggio rinnova il proprio contratto fino al 2026.
Il 20 maggio 2024 viene annunciato come nuovo tecnico del Liverpool. Dopo essere uscito agli ottavi di Champions League contro il PSG e dopo aver perso la finale di Carabao Cup contro il Newcastle, il 27 aprile 2025 sconfigge 5-1 il Tottenham, vincendo il ventesimo campionato dei Reds, eguagliando il record del Manchester United.

## Statistiche
Statistiche da allenatore aggiornate al 25 maggio 2025; in grassetto le competizioni vinte.
| Stagione          | Squadra           | Campionato        | Campionato | Campionato | Campionato | Campionato | Coppe nazionali | Coppe nazionali | Coppe nazionali | Coppe nazionali | Coppe nazionali | Coppe continentali | Coppe continentali | Coppe continentali | Coppe continentali | Coppe continentali | Altre coppe | Altre coppe | Altre coppe | Altre coppe | Altre coppe | Totale | Totale | Totale | Totale | % Vittorie | Piazzamento |
| Stagione          | Squadra           | Comp              | G          | V          | N          | P          | Comp            | G               | V               | N               | P               | Comp               | G                  | V                  | N                  | P                  | Comp        | G           | V           | N           | P           | G      | V      | N      | P      | %          | Piazzamento |
| ----------------- | ----------------- | ----------------- | ---------- | ---------- | ---------- | ---------- | --------------- | --------------- | --------------- | --------------- | --------------- | ------------------ | ------------------ | ------------------ | ------------------ | ------------------ | ----------- | ----------- | ----------- | ----------- | ----------- | ------ | ------ | ------ | ------ | ---------- | ----------- |
| 2019-2020         | AZ Alkmaar        | ED                | 25         | 18         | 2          | 5          | CO              | 3               | 2               | 0               | 1               | UEL                | 14                 | 5                  | 7                  | 2                  | -           | -           | -           | -           | -           | 42     | 25     | 9      | 8      | 59,52      | 2º          |
| 2020-gen. 2021    | AZ Alkmaar        | ED                | 9          | 4          | 5          | 0          | CO              | -               | -               | -               | -               | UCL+UEL            | 2+5                | 1+2                | 0+2                | 1+1                | -           | -           | -           | -           | -           | 16     | 7      | 7      | 2      | 43,75      | Esonerato   |
| Totale AZ Alkmaar | Totale AZ Alkmaar | Totale AZ Alkmaar | 34         | 22         | 7          | 5          |                 | 3               | 2               | 0               | 1               |                    | 21                 | 8                  | 9                  | 4                  |             | -           | -           | -           | -           | 58     | 32     | 16     | 10     | 55,17      |             |
| 2021-2022         | Feyenoord         | ED                | 34         | 22         | 5          | 7          | CO              | 1               | 0               | 0               | 1               | UECL               | 19                 | 12                 | 5                  | 2                  | -           | -           | -           | -           | -           | 54     | 34     | 10     | 10     | 62,96      | 3º          |
| 2022-2023         | Feyenoord         | ED                | 34         | 25         | 7          | 2          | CO              | 4               | 2               | 1               | 1               | UEL                | 10                 | 4                  | 3                  | 3                  | -           | -           | -           | -           | -           | 48     | 31     | 11     | 6      | 64,58      | 1º          |
| 2023-2024         | Feyenoord         | ED                | 34         | 26         | 6          | 2          | CO              | 5               | 5               | 0               | 0               | UCL+UEL            | 6+2                | 2+0                | 0+2                | 4+0                | SO          | 1           | 0           | 0           | 1           | 48     | 33     | 8      | 7      | 68,75      | 2º          |
| Totale Feyenoord  | Totale Feyenoord  | Totale Feyenoord  | 102        | 73         | 18         | 11         |                 | 10              | 7               | 1               | 2               |                    | 37                 | 18                 | 10                 | 9                  |             | 1           | 0           | 0           | 1           | 150    | 98     | 29     | 23     | 65,33      |             |
| 2024-2025         | Liverpool         | PL                | 38         | 25         | 9          | 4          | FACup+CdL       | 2+6             | 1+4             | 0+0             | 1+2             | UCL                | 10                 | 8                  | 0                  | 2                  | -           | -           | -           | -           | -           | 56     | 38     | 9      | 9      | 67,86      | 1°          |
| 2025-2026         | Liverpool         | PL                | 0          | 0          | 0          | 0          | FACup+CdL       | 0+0             | 0+0             | 0+0             | 0+0             | UCL                | 0                  | 0                  | 0                  | 0                  | CS          | 0           | 0           | 0           | 0           | 0      | 0      | 0      | 0      | —          | in corso    |
| Totale Liverpool  | Totale Liverpool  | Totale Liverpool  | 38         | 25         | 9          | 4          |                 | 8               | 5               | 0               | 3               |                    | 10                 | 8                  | 0                  | 2                  |             | 0           | 0           | 0           | 0           | 56     | 38     | 9      | 9      | 67,86      |             |
| Totale carriera   | Totale carriera   | Totale carriera   | 174        | 120        | 34         | 20         |                 | 21              | 14              | 1               | 6               |                    | 68                 | 34                 | 19                 | 15                 |             | 1           | 0           | 0           | 1           | 264    | 168    | 54     | 42     | 63,64      |             |

## Palmarès

### Club
- Campionato olandese:  1

Feyenoord: 2023
- Campionato inglese:  1

Liverpool: 2025

### Individuale
- Miglior allenatore del campionato olandese: 2

Feyenoord: 2022, 2023